# 흑점얼룩상어
흑점얼룩상어(학명:Chiloscyllium punctatum; Brownbanded bamboo shark, Black banded cat shark)는 동물계 척삭동물문 연골어강 판새아강 수염상어목 얼룩상어과에 속한 한 종이다. 서인도양-동태평양에 접해있는 일본으로부터 호주 주변의 위도 북위 34° 남위26° 아열대 해역에 서식한다.